# Getliņu purvs
Getliņu purvs är ett träsk i Lettland.   Det ligger i Salaspils kommun, i den centrala delen av landet, 12 km sydost om huvudstaden Riga.